# 池田盛周
池田盛周（生年不詳－卒年不詳）是日本戰國時代武將。出羽庄内地方的朝日山城城主。曾是大寶寺氏（武藤氏）、上杉氏、最上氏的家臣。通稱讃岐守。別名惡次郎。
關於以出羽朝日山城（現今山形縣酒田市生石矢流川）為據點的池田氏的祖先，據說是平安時代中期藤原秀鄉的嫡流藤原仲光在成為攝津國池田一地的土着而改姓池田氏。後來在平安時代末期仕於平家的池田源三郎快光的後裔池田彦太郎秀盛在治承・壽永之亂（源平合戰）中戰敗，與兄弟五人一同逃到鳥海山山麓，在後來得以延續的子孫在建武年間（1334年－1338年）築起的山城就是朝日山城。家紋是「丸中揚羽蝶」。

## 生平
父親是仕於大寶寺武藤氏的池田盛國。在天文年間出生。由秀盛一代開始起計是第16代子孫，領有由50騎地侍跟從的3千町歩。在仕於武藤氏的時期，作為年輕的武將已經嶄露頭角，在許多戰事中從軍並立下戰功。
天正11年（1583年），主君大寶寺義氏因為家臣的謀反而自殺，其後因與最上義光串通，抵抗繼承義氏的大寶寺義興（義氏的弟弟）而被義興改易。後來被原諒而保著所領。天正16年（1588年），在十五里原之戰中以最上勢身份参加，與擁立大寶寺義勝的越後上杉家家臣本庄繁長戰鬥，在朝日山城籠城並抵抗到最後，最終池城被攻陷（朝日山城之戰），在降伏後並沒有被大寶寺義勝處罰。
在天正18年（1590年）反對豐臣秀吉的太閤檢地，於是加入地元農民的土一揆。與擔任庄內檢地奉行的上杉景勝對立，居城朝日山城成為一揆軍的據點。在同年12月戰敗，逃到最上領地鮭延城的城主鮭延越前守秀綱之下。由此時開始改名為「惡次郎」，立下治水的功績。
在慶長5年（1600年）的慶長出羽合戰中與兒子池田盛邦以及弟弟池田忠內一同再度在朝日山城籠城。在與上杉家臣志駄義秀的戰鬥時失敗，但是關原之戰以德川方的勝利告終，於是加入東軍的最上勢亦獲得勝利。慶長6年（1601年），志駄義秀在酒田東禪寺城開城，庄內地方成為最上氏的領地。盛周以往的功績得予認同，於是獲賜予舊領荒瀨鄉古川村百多石，仕於進入酒田的最上義光重臣志村光安。
逝世時間不詳，傳說最後被葬在荒瀨川的南蓬田原。
元和8年（1622年），在最上家被改易後，酒井家成為新領主，以後變成庄内藩和新庄藩的治世，盛周一家在歸農後，長時間擔任大肝煎（日本官職）。
其他以庄内為中心歸農的家系，至今仍在庄内地方的舊家中可以看到池田姓。其中亦有一部份成為庄内藩士和上杉家的米澤藩士並流傳至幕末的家系。
現今池田讃岐守的具足（甲冑）等亦有時會在酒田市立資料館中展示。

## 逸話
- 在後世流傳的文獻、傳說以及逸話中，盛周的生平是忠實正直的正義人物，領民對他有很深感情的人物，有為了救助弱者而以性命為為賭注的一面。

- 在反對太閤檢地後逃到鮭延秀綱之下求助，秀綱於是匿藏著被通緝的盛周。此時盛周以自己要與天下惡役對抗為理由而改名為「惡次郎」，為了治水而築起堰並在當地開墾。住民對此相當感謝，於是把當地的地名改為「惡次郎」。明治以後，政府認為以「惡次郎」為地名相當不好，於是對其提出意見，但是住民以地名不能改變並守在該地，被延長4公里的堰（惡次郎堰）至今仍然在真室川西北面的小叉川流域內。

- 一説指在十五里原的野戰中被討死。與以後自稱池田讃岐守的人物關係不明。

- 根據現今在酒田市中一條命為新青渡的村子中的傳說，池田讃岐守在逃往鮭延城之際，把兒子池田幸右衛門交給朝日山城的家老堀玄藩。留在庄内的堀玄藩與數名家僕一同開墾出現在的新青渡村，現今村中亦有池田姓和堀姓的家族存在。

## 相關人物
- 池田正之輔
- 池田成章
- 池田成彬